# Медова вулиця (Київ)
Медова вулиця — вулиця в Солом'янському районі міста Києва, місцевість Чоколівка. Пролягає від проспекту Повітряних Сил до кінця забудови. 
Прилучається вулиця Святослава Хороброго та Федора Андерса. У кінцевій частині вулиці розташоване колишнє селище Садове (нині невеликий квартал малоповерхової забудови, що не має офіційного статусу та назви).

## Історія
Виникла у 50-ті роки ХХ століття як вулиця без назви. Сучасна назва — з 1959 року.

## Установи
- Державний музей авіації України (№ 1)
- Міжнародний аеропорт «Київ» (№ 2)